# Powiat Füzesabony
Powiat Füzesabony (węg. Füzesabonyi járás) – jeden z siedmiu powiatów komitatu Heves na Węgrzech. Siedzibą władz jest miasto Füzesabony.

## Miejscowości powiatu Füzesabony
- Aldebrő
- Besenyőtelek
- Dormánd
- Egerfarmos
- Feldebrő
- Füzesabony
- Kál
- Kápolna
- Kompolt
- Mezőszemere
- Mezőtárkány
- Nagyút
- Poroszló
- Sarud
- Szihalom
- Tarnaszentmária
- Tófalu
- Újlőrincfalva
- Verpelét